# Nati nel 1951/Agosto
| Questa pagina contiene informazioni ricavate automaticamente dalle voci biografiche con l'ausilio del template Bio e di un bot. L'aggiornamento è periodico e automatico e ricostruisce completamente la pagina. Se manca una persona in questa lista, sei pregato di non aggiungerla, ma accertati piuttosto che la sua voce biografica contenga il template Bio e che i dati anagrafici siano correttamente compilati. Se il template Bio manca, inseriscilo tu stesso o, in alternativa, metti l'avviso {{tmp\|Bio}} che ne segnala la mancanza. Se i dati riportati sono sbagliati, correggi direttamente la voce biografica; le modifiche saranno visibili in questa lista entro pochi giorni. Per chiarimenti vedi il progetto biografie. La lista contiene solo le 217 persone che sono citate nell'enciclopedia e per le quali è stato implementato correttamente il template Bio. Pagina aggiornata al 2 giu 2025. |

- 1º agosto - Tommy Bolin, chitarrista statunitense († 1976)
- 1º agosto - Glauco Cozzi, dirigente sportivo, allenatore di calcio e ex calciatore italiano
- 1º agosto - Jürgen Fanghänel, ex pugile tedesco
- 1º agosto - Fauna Hodel, scrittrice statunitense († 2017)
- 1º agosto - Akbarşoh Iskandarov, politico tagico
- 2 agosto - Stål Bjørkly, allenatore di calcio e ex calciatore norvegese
- 2 agosto - Alberto Caperna, giurista e magistrato italiano († 2012)
- 2 agosto - Alessio Casimirri, ex terrorista italiano
- 2 agosto - Esteban de Jesús, pugile portoricano († 1989)
- 2 agosto - Joey Franco, batterista statunitense
- 2 agosto - Andrew Gold, cantautore e polistrumentista statunitense († 2011)
- 2 agosto - Steve Hillage, chitarrista, cantante e compositore inglese
- 2 agosto - Marcel Iureș, attore rumeno
- 2 agosto - Burgess Owens, politico e ex giocatore di football americano statunitense
- 2 agosto - Roger Parker, musicologo e docente britannico
- 2 agosto - Héctor Rodríguez, ex judoka cubano
- 2 agosto - Corrado Serato, ex calciatore italiano
- 2 agosto - Bernard Simonay, scrittore francese († 2016)
- 2 agosto - Joe Lynn Turner, cantante statunitense
- 3 agosto - Gherardo Amadei, psichiatra e psicoanalista italiano († 2016)
- 3 agosto - Paolo Bertolucci, ex tennista e commentatore televisivo italiano
- 3 agosto - Giorgio Calabrese, medico e nutrizionista italiano
- 3 agosto - Marcel Dionne, ex hockeista su ghiaccio canadese
- 3 agosto - Ivan Lepičev, allenatore di pallacanestro bulgaro
- 3 agosto - Bradford May, regista e direttore della fotografia statunitense
- 3 agosto - Jay North, attore statunitense († 2025)
- 3 agosto - José Pujol, ex nuotatore spagnolo
- 3 agosto - Hans Schlegel, astronauta e fisico tedesco
- 4 agosto - Andris Bērziņš, politico lettone
- 4 agosto - Antonio Cantudo, calciatore spagnolo († 2023)
- 4 agosto - Fabio Cazzola, ex calciatore italiano
- 4 agosto - Alessandro Cedraschi, ex cestista, allenatore di pallacanestro e politico svizzero
- 4 agosto - Lane Evans, politico e avvocato statunitense († 2014)
- 4 agosto - Adolf Insam, allenatore di hockey su ghiaccio, dirigente sportivo e ex hockeista su ghiaccio italiano
- 4 agosto - Stephen Kinzer, giornalista e scrittore statunitense
- 4 agosto - Cesare Ronconi, regista italiano
- 4 agosto - Gregory Scarpa Jr., mafioso statunitense
- 5 agosto - Lionello Cosentino, politico italiano
- 5 agosto - Massimo Ferrero, produttore cinematografico e imprenditore italiano
- 5 agosto - Franz-Peter Hofmeister, ex velocista tedesco
- 5 agosto - John Jarratt, attore, produttore cinematografico e regista australiano
- 5 agosto - Pete Phipps, batterista e cantante britannico
- 5 agosto - Samantha Sang, cantante australiana
- 6 agosto - Francesco Beschi, vescovo cattolico italiano
- 6 agosto - Francesco Boni De Nobili, scrittore italiano († 2020)
- 6 agosto - Claudio Caron, politico e sindacalista italiano
- 6 agosto - Salvatore Di Natale, poeta italiano
- 6 agosto - Mike Green, cestista statunitense († 2018)
- 6 agosto - Ed Hannigan, fumettista e disegnatore statunitense
- 6 agosto - Catherine Hicks, attrice statunitense
- 6 agosto - Jo Yeong-suk, ex cestista sudcoreana
- 6 agosto - Hans-Joachim Lang, giornalista e storico tedesco
- 6 agosto - Christophe de Margerie, dirigente d'azienda francese († 2014)
- 6 agosto - Lorenzo Minoli, produttore cinematografico e attore italiano
- 7 agosto - Suzanne Bertish, attrice britannica
- 7 agosto - William Stanford Davis, attore statunitense
- 7 agosto - Gary Hall, ex nuotatore statunitense
- 7 agosto - Pete Way, bassista britannico († 2020)
- 8 agosto - Les Binks, batterista britannico († 2025)
- 8 agosto - Martin Brest, regista, sceneggiatore e produttore cinematografico statunitense
- 8 agosto - Louis van Gaal, dirigente sportivo, allenatore di calcio e ex calciatore olandese
- 8 agosto - Irv Kiffin, ex cestista statunitense
- 8 agosto - Mohamed Morsi, politico egiziano († 2019)
- 8 agosto - Mamoru Oshii, scrittore e regista giapponese
- 8 agosto - Antonio Varsori, storico italiano
- 9 agosto - Vytenis Andriukaitis, cardiologo e politico lituano
- 9 agosto - Oscar Avogadro, paroliere, cantante e compositore italiano († 2010)
- 9 agosto - Bev Barnes, cestista canadese († 2016)
- 9 agosto - Philip Bradbourn, politico britannico († 2014)
- 9 agosto - Juri Camisasca, cantautore, pittore e attore italiano
- 9 agosto - Renzo Carella, politico italiano
- 9 agosto - Jorge Recalde, pilota di rally argentino († 2001)
- 9 agosto - Ugo Riva, scultore italiano
- 9 agosto - Michaele Schreyer, politica tedesca
- 9 agosto - Ryōsei Tayama, attore giapponese
- 9 agosto - Gigi Venegoni, musicista, chitarrista e compositore italiano
- 10 agosto - Cesare Cattaneo, allenatore di calcio e ex calciatore italiano
- 10 agosto - Michael Charles Evans, vescovo cattolico britannico († 2011)
- 10 agosto - Mario Galindo, ex calciatore cileno
- 10 agosto - Chao Oniam, ex calciatore thailandese
- 10 agosto - Francesco Piro, politico italiano
- 10 agosto - Vilayanur S. Ramachandran, neuroscienziato indiano
- 10 agosto - Patrizio Rota Scalabrini, presbitero, teologo e biblista italiano
- 10 agosto - Salvador Salguero, ex calciatore peruviano
- 10 agosto - Juan Manuel Santos, politico, giornalista e economista colombiano
- 11 agosto - Leopoldo Di Girolamo, politico e medico italiano
- 11 agosto - Gianfranco Miro Gori, saggista e poeta italiano
- 12 agosto - Charles Brady, astronauta e medico statunitense († 2006)
- 12 agosto - Giulio Leoni, scrittore italiano
- 12 agosto - Maureen Moore, attrice e cantante statunitense
- 12 agosto - Klaus Toppmöller, allenatore di calcio e ex calciatore tedesco
- 13 agosto - Jeff Altman, attore e cabarettista statunitense
- 13 agosto - Claude Arribas, ex calciatore francese
- 13 agosto - Giacomo Civiletti, attore, comico e regista italiano
- 13 agosto - Lorraine De Selle, attrice, produttrice televisiva e sceneggiatrice italiana
- 13 agosto - Dan Fogelberg, cantautore, musicista e compositore statunitense († 2007)
- 13 agosto - Ric Parnell, batterista e attore britannico († 2022)
- 13 agosto - Luis Miguel Santillana, ex cestista spagnolo
- 13 agosto - Silvano Villa, ex calciatore italiano
- 13 agosto - Peter Zimmermann, attore e regista tedesco
- 14 agosto - Peter Blegvad, musicista e fumettista statunitense
- 14 agosto - Jean-Christophe Cambadélis, politico francese
- 14 agosto - Carl Lumbly, attore e doppiatore statunitense
- 14 agosto - Beatrice Maria Magnolfi, politica italiana
- 14 agosto - Dulce María Sauri Riancho, politica messicana
- 14 agosto - Rita Laura Segato, scrittrice, antropologa e attivista argentina
- 15 agosto - Ugo Bergamo, politico italiano
- 15 agosto - Bobby Caldwell, cantautore, polistrumentista e compositore statunitense († 2023)
- 15 agosto - Sean Daniel, produttore cinematografico statunitense
- 15 agosto - Jürgen Graf, scrittore, filologo e traduttore svizzero († 2025)
- 15 agosto - Mario Killer, ex calciatore argentino
- 15 agosto - Aurel Percă, arcivescovo cattolico rumeno
- 15 agosto - Carlos Torres Garcés, allenatore di calcio e ex calciatore ecuadoriano
- 15 agosto - Jean de Maillard, giurista, magistrato e saggista francese
- 16 agosto - Eric Bibb, cantautore statunitense
- 16 agosto - Lorenzo Cesa, politico e dirigente d'azienda italiano
- 16 agosto - Saihou Sarr, ex calciatore gambiano
- 16 agosto - Umaru Yar'Adua, politico nigeriano († 2010)
- 17 agosto - Jay David Bolter, saggista statunitense
- 17 agosto - Claudio Bonansea, politico italiano
- 17 agosto - Robert Joy, attore canadese
- 17 agosto - Alan Minter, pugile britannico († 2020)
- 17 agosto - Elba Ramalho, cantante e attrice brasiliana
- 17 agosto - Sonia, cantante italiana
- 17 agosto - Konrad Weise, allenatore di calcio e ex calciatore tedesco orientale
- 18 agosto - Massimo Bordin, giornalista e conduttore radiofonico italiano († 2019)
- 18 agosto - Annie Goetzinger, fumettista e stilista francese († 2017)
- 18 agosto - Christa Köhler, ex tuffatrice tedesca orientale
- 18 agosto - Gabriele Martino, dirigente sportivo italiano
- 18 agosto - Teri McMinn, attrice statunitense
- 18 agosto - Moni Moshonov, attore israeliano
- 19 agosto - John Deacon, bassista, polistrumentista e compositore britannico
- 19 agosto - Brenda Hampton, sceneggiatrice, produttore televisivo e autrice televisiva statunitense
- 19 agosto - Jean-Luc Mélenchon, politico francese
- 19 agosto - Lillian Müller, attrice e modella norvegese
- 19 agosto - Gustavo Santaolalla, compositore argentino
- 19 agosto - Domenico Volpati, ex calciatore italiano
- 20 agosto - Peter Barakan, conduttore televisivo inglese
- 20 agosto - Greg Bear, autore di fantascienza statunitense († 2022)
- 20 agosto - Marcel Dadi, chitarrista francese († 1996)
- 20 agosto - Alessandro Guzzi, pittore e scrittore italiano
- 20 agosto - Victorin Lurel, politico francese
- 20 agosto - André Nzapayeké, politico centrafricano
- 20 agosto - Tomasz Peta, arcivescovo cattolico polacco
- 21 agosto - Bernhard Germeshausen, bobbista tedesco († 2022)
- 21 agosto - Keith Hart, ex wrestler canadese
- 21 agosto - Glenn Hughes, bassista e cantante britannico
- 21 agosto - Karekin II, arcivescovo cristiano orientale armeno
- 21 agosto - Albert Krebs, ex calciatore tedesco orientale
- 21 agosto - Luigi Muraro, allenatore di calcio e ex calciatore italiano
- 21 agosto - Randy Thom, doppiatore statunitense
- 21 agosto - Arduino Tiraboschi, ex biatleta italiano
- 22 agosto - Luciano Garatti, politico italiano
- 22 agosto - Leiko Ikemura, pittrice e scultrice giapponese
- 22 agosto - Gordon Liu, attore e artista marziale cinese
- 22 agosto - Roberto Montorsi, ex calciatore italiano
- 22 agosto - Remo Rapino, scrittore italiano
- 22 agosto - Jack Starr, chitarrista e compositore statunitense
- 23 agosto - Allan Bristow, ex cestista, allenatore di pallacanestro e dirigente sportivo statunitense
- 23 agosto - Mark Hudson, produttore discografico e musicista statunitense
- 23 agosto - Jimi Jamison, cantante, chitarrista e pianista statunitense († 2014)
- 23 agosto - Achmat Kadyrov, politico, militare e religioso russo († 2004)
- 23 agosto - Kleiton & Kledir, cantante brasiliano
- 23 agosto - Nur di Giordania, regina statunitense
- 23 agosto - César Valverde, ex calciatore colombiano
- 24 agosto - Tony Amendola, attore e doppiatore statunitense
- 24 agosto - Mireille Bauer, percussionista e vibrafonista francese
- 24 agosto - Hélmer Herrera Buitrago, criminale colombiano († 1998)
- 24 agosto - Orson Scott Card, scrittore statunitense
- 24 agosto - Jeffrey Friedman, regista e produttore cinematografico statunitense
- 24 agosto - Oscar Hijuelos, scrittore statunitense († 2013)
- 24 agosto - Jean-Paul Rebatet, allenatore di pallacanestro francese
- 24 agosto - Massimo Silva, allenatore di calcio e ex calciatore italiano
- 24 agosto - Carla Urban, giornalista, conduttrice televisiva e autrice televisiva italiana
- 25 agosto - Giuliana Carlino, politica italiana
- 25 agosto - Rino Fisichella, arcivescovo cattolico e teologo italiano
- 25 agosto - Rob Halford, cantante britannico
- 25 agosto - James Warren, bassista e cantautore britannico
- 26 agosto - Gerd Bonk, sollevatore tedesco orientale († 2014)
- 26 agosto - Andrea Fraschini, ex sciatore alpino italiano
- 26 agosto - Roger Karoutchi, politico francese
- 26 agosto - Takīs Nikoloudīs, ex calciatore greco
- 26 agosto - Zbigniew Pacelt, pentatleta e nuotatore polacco († 2021)
- 26 agosto - Anna Maria Rizzoli, showgirl e attrice italiana
- 26 agosto - Edward Witten, matematico e fisico statunitense
- 27 agosto - Ezio Buzzelli, ex triplista italiano
- 27 agosto - Beppe Conti, giornalista e scrittore italiano
- 27 agosto - David Held, politologo e sociologo britannico († 2019)
- 27 agosto - George Lamptey, ex calciatore ghanese
- 27 agosto - Judy Nagel, ex sciatrice alpina statunitense
- 27 agosto - Grover Reid, ex tennista statunitense
- 27 agosto - Robert Torricelli, politico e avvocato statunitense
- 28 agosto - Giorgio Castelli, ex giocatore di baseball italiano
- 28 agosto - Chen Qigang, compositore cinese
- 28 agosto - Don Correia, ballerino, attore e coreografo statunitense
- 28 agosto - Nelson Cupello, ex calciatore brasiliano
- 28 agosto - Dennis Davis, batterista statunitense († 2016)
- 28 agosto - Barbara Hambly, scrittrice e sceneggiatrice statunitense
- 28 agosto - Santo Mangano, schermidore e tiratore a segno italiano
- 29 agosto - Giovanni Accolla, arcivescovo cattolico italiano
- 29 agosto - Mark Dyczkowski, indologo e musicista britannico († 2025)
- 29 agosto - Geoff Whitehorn, chitarrista, cantante e compositore britannico
- 30 agosto - Timothy Bottoms, attore e comico statunitense
- 30 agosto - Danny Clark, ex ciclista su strada e pistard australiano
- 30 agosto - Joey Crawford, ex arbitro di pallacanestro statunitense
- 30 agosto - Dana, cantante e politica irlandese
- 30 agosto - Gediminas Kirkilas, politico lituano († 2024)
- 30 agosto - Michele Nappi, ex calciatore italiano
- 30 agosto - Behgjet Pacolli, imprenditore e politico kosovaro
- 30 agosto - Peter Withe, ex calciatore e allenatore di calcio inglese
- 30 agosto - Ahmet Üzümcü, diplomatico turco
- 31 agosto - Mario Boljat, calciatore jugoslavo († 2024)
- 31 agosto - Roy Ebron, cestista statunitense († 2014)
- 31 agosto - Hilary Labow, attrice canadese
- 31 agosto - Valerio Lualdi, ex ciclista su strada italiano
- 31 agosto - Simon Tschobang, calciatore camerunese († 2007)
- 31 agosto - Aleksej Efimovič Učitel', regista russo